# Aromă

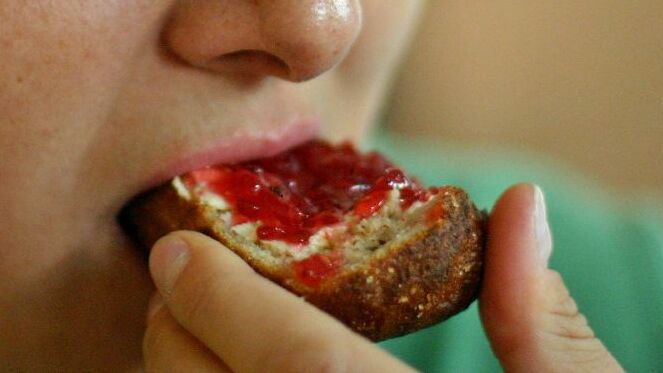
Gustul dulce poate proveni de la diverși compuși; în majoritate, el provine de la zaharide.

Cuvântul aromă face referire atât la substanțele care conferă alimentelor sau produselor un gust sau miros plăcut, cât și la emanația acestor substanțe plăcut mirositoare (sau gustul lor).  Printre exemplele de arome se numără limonenul, anisolul, vanilina, diacetilul și mentolul.

## Proprietăți și structură
Majoritatea aromelor artificiale, dar și naturale, sunt formate din compuși organici denumiți esteri, care au un gust și un miros plăcut, adesea asemănător fructelor.  Și alți compuși pot fi arome, precum aldehidele (de exemplu cinamaldehida, care dă aroma de scorțișoară) și hidrocarburile (de exemplu limonenul, cu aromă de portocală).
Aromele din produsele alimentare sunt de obicei rezultatul combinării mai multor arome naturale, ceea ce presupune profilul de bază de miros al alimentului, în timp ce aromele artificiale sunt folosite pentru a intensifica mirosul lor. 

### Gustul
Deși sarea și zahărul pot fi considerate din punct de vedere tehnic ca fiind arome pentru gustul sărat și respectiv dulce, sunt considerați arome, de obicei, doar compușii care intensifică gusturi precum umami. De asemenea, și îndulcitorii pot fi considerați a fi arome. 